# Flying Foxes Post SV Vienne
Les Flying Foxes Post SV sont un club féminin autrichien de basket-ball appartenant à l'élite du championnat autrichien. Le club est basé dans la ville de Vienne.

## Palmarès
- Champion d'Autriche : 2007, 2008, 2009, 2010, 2011, 2012, 2013, 2014
- Vainqueur de la Coupe d'Autriche : 2010, 2011, 2012, 2013, 2014

## Entraîneurs successifs
- Depuis ? :  László Sterbenz